# Spoorlijn Innsbruck - Garmisch-Partenkirchen
De spoorlijn Innsbruck - Garmisch-Partenkirchen ook wel Mittenwaldbahn en ook wel Karwendelbahn genoemd is een Duits/Oostenrijkse spoorlijn tussen Garmisch-Partenkirchen en Innsbruck. Het Duitse deel staat als spoorlijn 5504 Mittenwald grens - Garmisch-Partenkirchen onder beheer van DB Netze.
Het Oostenrijkse deel valt als 410 Innsbruck Westbf - Scharnitz grens onder beheer van ÖBB Infrastruktur AG.

## Geschiedenis
De ingenieur Josef Riehl had oorspronkelijk een traject over Hall met keertunnels naar Seefeld voor ogen. Omdat het traject door de bouw van tunnels te duur zou worden, werd gezocht naar een traject zonder de bouw van tunnels. Het traject van de Mittenwaldbahn werd tussen 1907 en 1912 onder leiding van Josef Riehl aangelegd door de Staatsbahnen van Oostenrijk en Beieren. Het traject werd op 28 oktober 1912 geopend.

## Treindiensten

### ÖBB
De Österreichische Bundesbahnen of ÖBB (Oostenrijkse Staatsspoorwegen) is de grootste spoorwegmaatschappij van Oostenrijk. De Oostenrijkse staat bezit alle aandelen in de ÖBB-Holding AG.

### DRG

#### Rijtuigen
De DRG liet in 1928 speciale lichte rijtuigen voor de Karwendelbahn bouwen. In 1932 werden voor de Olympische Winterspelen van 1936 nog een aantal nabesteld.

### DB
De Deutsche Bahn verzorgt het personenvervoer op het gehele traject tussen Garmisch-Partenkirchen en Innsbruck met RB treinen. Daarnaast rijdt er in het weekend een ICE tussen Berlijn en Innsbruck over de spoorlijn met een stop in Mittenwald.

## Aansluitingen
In de volgende plaatsen was of is er een aansluiting van de volgende spoorwegmaatschappijen:

### Innsbruck
- Unterinntalbahn spoorlijn tussen Kufstein en Innsbruck
- Brennerbahn spoorlijn tussen Innsbruck en Bozen in Italië
- Arlbergbahn spoorlijn tussen Innsbruck en Bludenz
- Stubaitalbahn smalspoorlijn tussen Innsbruck en Fulpmes in Tirol
- Straßenbahn Innsbruck stadstram Innsbruck

### Garmisch-Partenkirchen
- München - Garmisch-Partenkirchen spoorlijn tussen München en Garmisch-Partenkirchen
- Außerfernbahn spoorlijn tussen Garmisch-Partenkirchen en Kempten (Allgäu)
- Bayerische Zugspitzbahn smalspoor bergspoorlijn naar de Bayerische Zugspitze.

## Elektrische tractie
Het traject werd op 28 oktober 1912 geëlektrificeerd met een spanning van 15.000 volt 16 2/3 Hz wisselstroom.
Voor de stroomvoorziening werd in de omgeving van Stephansbrücke im Stubaital in de Ruetz een waterkracht centrale aangelegd.
Voor de stroomvoorziening op het Beierse traject werd in 1924 de waterkracht Kraftwerk Walchensee geopend.